# Corynosoma hadweni
Corynosoma hadweni är en hakmaskart som beskrevs av Van Cleave 1953. Corynosoma hadweni ingår i släktet Corynosoma och familjen Polymorphidae. Inga underarter finns listade i Catalogue of Life.